# مركز ارنديل

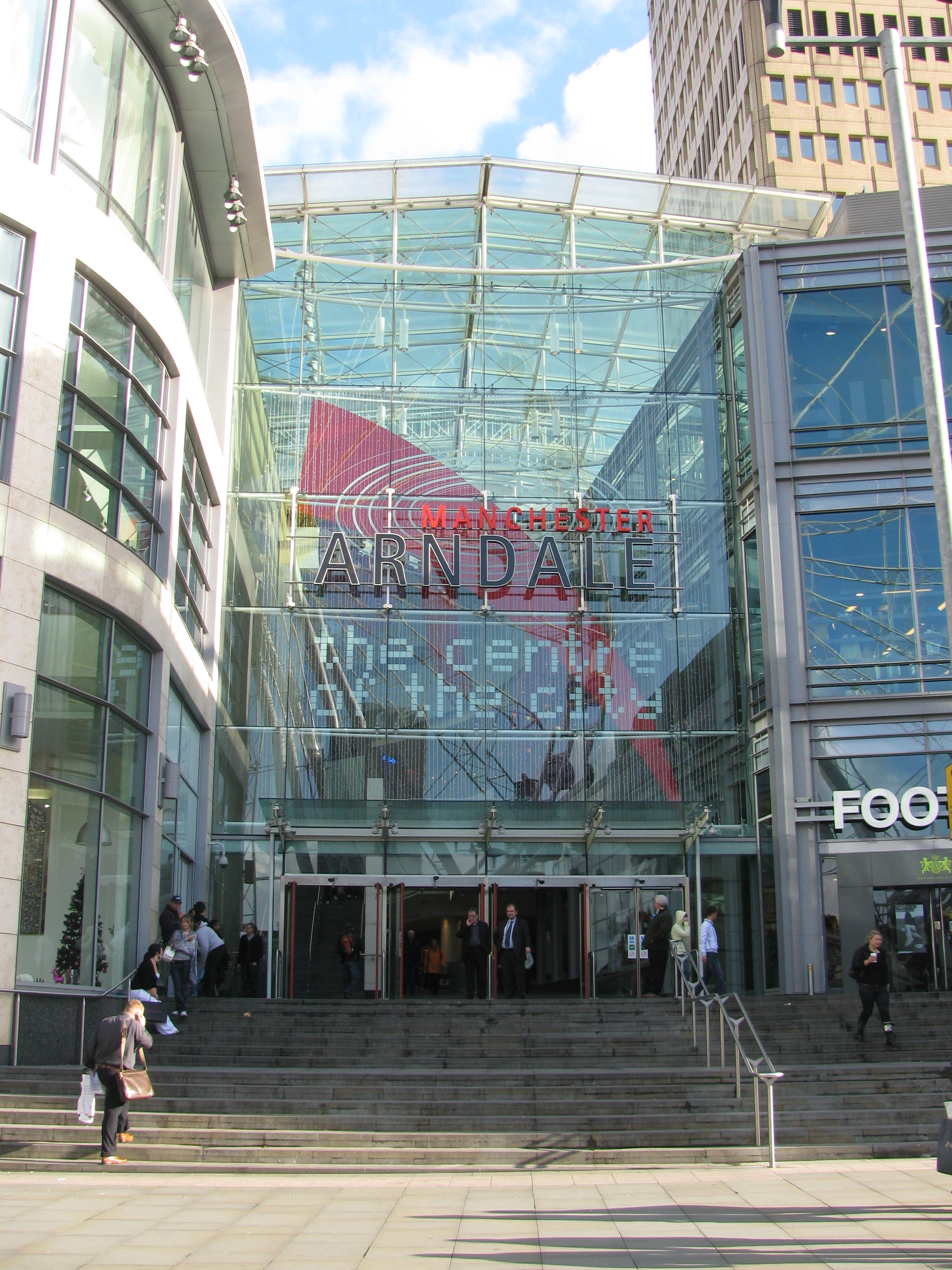
مدخل الـ «آرنديل» من جهة Exchange Square.

مركز آرنديل هو مركز تسوق يقع في شارع «ماركت ستريت» في وسط مانشستر.
يضم المركز أشهر المتاجر إلى جانب قسم خاص بالأكشاك التي تبيع البضائع بأسعار مخفصة، وتسمى «آرنديل ماركت».